# Shita-kiri Suzume

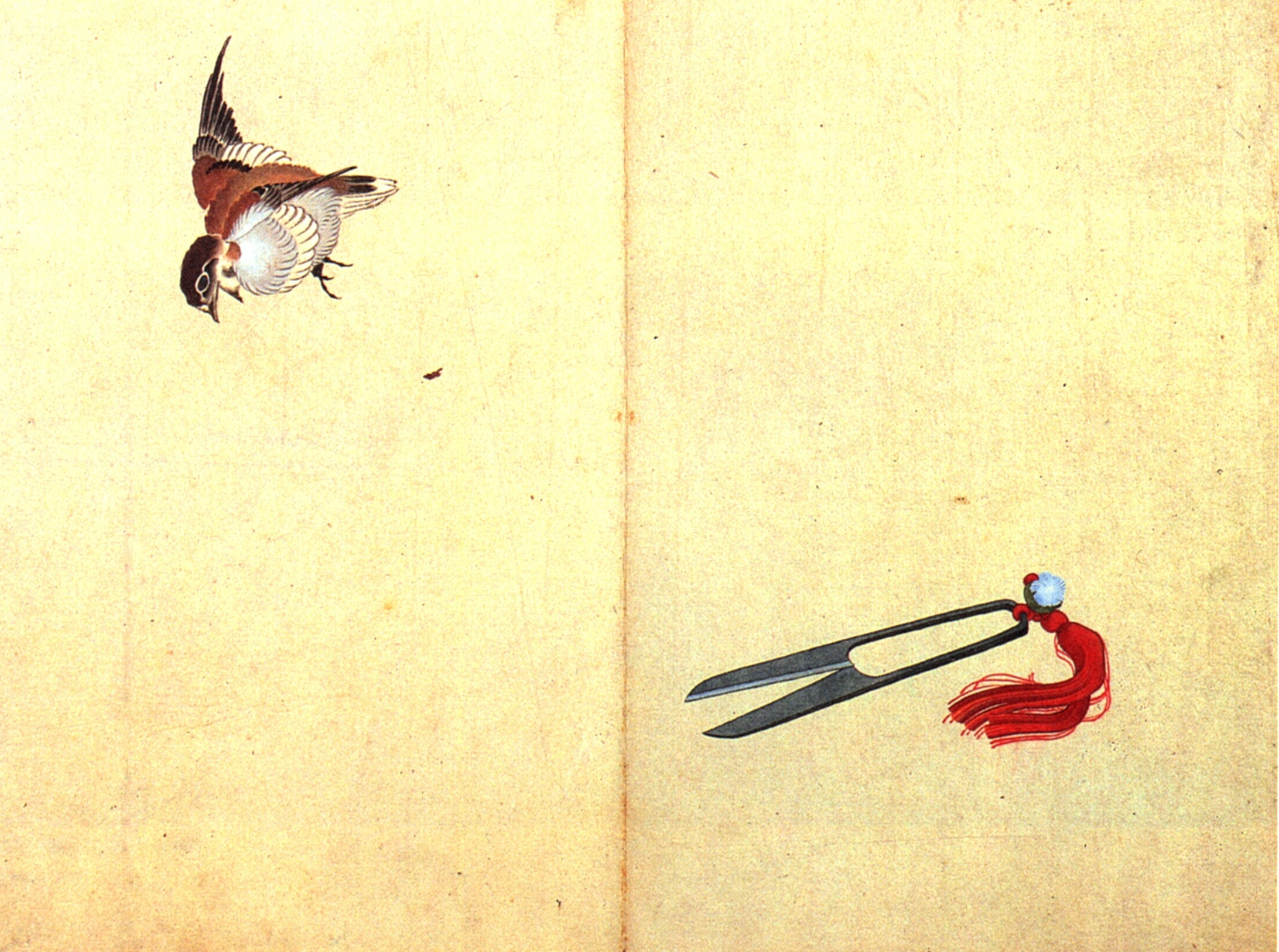
Il passero e il paio di forbici.

Shita-kiri suzume (舌切り雀?), in italiano Il passero dalla lingua tagliata, è una fiaba popolare giapponese.

## Trama
Un vecchio taglialegna gentile e onesto, che vive con una moglie avida e arrogante, trova un giorno un passero ferito che implora aiuto. Sentendosi dispiaciuto per l'uccello, lo porta a casa sua e dopo averlo guarito decide di tenerlo con sé.
Un giorno, quando l'uomo deve andare in montagna per lavorare, egli lascia l'uccello alle cure della moglie, che però non ha alcuna intenzione di nutrirlo. Di conseguenza il passero si mette a mangiare tutto l'amido lasciato dalla vecchia. Quest'ultima furiosa decide di punirlo tagliandogli la lingua con un paio di forbici (da qui deriva appunto il nome della fiaba). L'uccello, spaventato, vola via verso le montagne da cui proviene.
Una volta saputo dell'accaduto, il taglialegna va alla sua ricerca e durante il cammino, dove chiede anche informazioni ai lavoratori presenti nelle zone in alcune versioni, si inoltra in un boschetto di bambù trovando la dimora del passero. In tale luogo ritrova il suo piccolo amico, che oramai guarito dopo la crudele azione inflittagli dalla meschina moglie, accoglie il taglialegna assieme ad altri passeri suoi compagni, gli portano del cibo e lo intrattengono con un piccolo spettacolo.
Prima di partire, gli offrono di scegliere tra una grande cesta e una piccola come regalo per la visita. Il vecchio, data la sua età, sceglie quella piccola per evitare di affaticarsi. Tornato a casa scopre insieme alla moglie che essa contiene immense ricchezze. Quest'ultima, venendo a conoscenza della cesta più grande, si precipita alla locanda del passero nella speranza di ottenerla essendo convinta che là dentro possa esserci un tesoro ancora più prezioso. Dopo averla presa e prima di partire, i passeri la avvertono di non aprirla fino a quando non sarà tornata a casa.
Ma la sua avidità è tale che la moglie la apre durante il percorso. Con sua grande sorpresa, la scatola si rivela piena di serpenti mortali e terribili mostri. A seconda delle versioni la vecchia si spaventa a tal punto che cade dalla montagna in cui si trova o finisce direttamente uccisa dai mostri, oppure riesce a scappare tornando a casa dal marito tutta piangente per poi ravvedersi e diventare una persona migliore.